# Червена крастава жаба
Schismaderma carens е вид жаба от семейство Крастави жаби (Bufonidae). Видът не е застрашен от изчезване.

## Разпространение
Разпространен е в Ангола, Ботсвана, Демократична република Конго, Замбия, Зимбабве, Кения, Малави, Мозамбик, Намибия, Свазиленд, Танзания и Южна Африка.